# Do what you want (canción de OK Go)
«Do What You Want» es una canción de la banda de rock estadounidense OK Go. Es la segunda pista del álbum Oh No, y fue lanzado en 2005 en EE. UU. y 2006 en Reino Unido.
La cara b incluyen versiones en vivo de «Get Over It» e «Invincible», así como una versión acústica de «Oh Lately It's So Quiet».

## Vídeo musical

### Versión "Fiesta"
El primer vídeo se rodó en junio de 2005 en Los Ángeles, California. Dirigido por Olivier Gondry, hermano del conocido director Michel Gondry, esta primera versión muestra a la banda tocando la canción «En una fiesta elegante dandi donde la gente está borracha, baila y pasa un buen momento». El vídeo se caracteriza por los diferentes planos de la cámara, la cual se mueve alrededor de la banda y de la multitud mediante movimientos rápidos. Para su grabación se necesitó un total de treinta y cinco cámaras de vídeo digital para así lograr los efectos deseados de panorama.

### Versión "Tour"
Otro vídeo fue publicado en el sitio web, pero solo está disponible para los miembros del "Juggling Club" de la banda. Fue dirigido por Scott Keiner y en él figuran actuaciones intercaladas de la banda con actuaciones en playback por los miembros del grupo. Fue grabada a finales de 2005 y a principios de 2006 durante su gira por los Estados Unidos.

### Versión "Wallpaper"
Un tercer vídeo fue hecho para promover el lanzamiento del sencillo. Esta versión se conoce como la "versión wallpaper", y en ella figuran numerosos extras que efectúan diferentes acciones mientras visten trajes que coinciden con el taz plasmado en la pared presente al fondo del set. Dirigida por OK Go y Blip Boutique, es el vídeo musical más conocido de la canción. El video fue estrenado en Total Request LiveMTV Total Request Live el 15 de febrero de 2007 con todos los estrenos del día en Accesos mtvU y MTV.

## En otros medios
- La canción fue tocada en un comercial para la sitcom de la FOX Back to You, protagonizada por Kelsey Grammer y Patricia Heaton.
- La canción fue ofrecida en un comercial de JC Penney.
- La canción formó parte de un comercial de "Comcast Xfinity".
- La canción ha aparecido en varios videojuegos, incluyendo Burnout Revenge, Burnout Legends, Guitar Hero: On Tour, NHL 2006 y Thrillville: Off the Rails.
- La canción se presenta como una característica especial en el DVD de la película Juno, donde el equipo de reparto y los productores imitan el vídeo musical.
- La canción fue incluida en los anuncios para la película Space Chimps.
- La canción se reproduce en la página web de AT&T en una pantalla para el servicio de telefonía móvil y mensajería rápido.